# 운쿠스
운쿠스(학명: Uncus dzaugisi 운쿠스 자우기시[*])는 5억 6000~5억 5000만 년 전 에디아카라기 후기에 지금의 사우스오스트레일리아주에 살았던 멸종한 생물종이다. 매끄러운 원통형 모양으로 한쪽 끝이 다른 쪽 끝보다 넓다는 것은 이 동물이 탈피동물상문(절지동물, 선형동물 및 새예동물 외 기타가 속하는 분류군) 계통의 일원이었음을 시사한다. 사실이라면 지금까지 알려진 가장 오래된 탈피동물 중 하나이자 가장 오래된 좌우대칭동물 중 하나가 될 것이다. 현재 운쿠스속의 유일한 종이다.

## 발견사와 이름

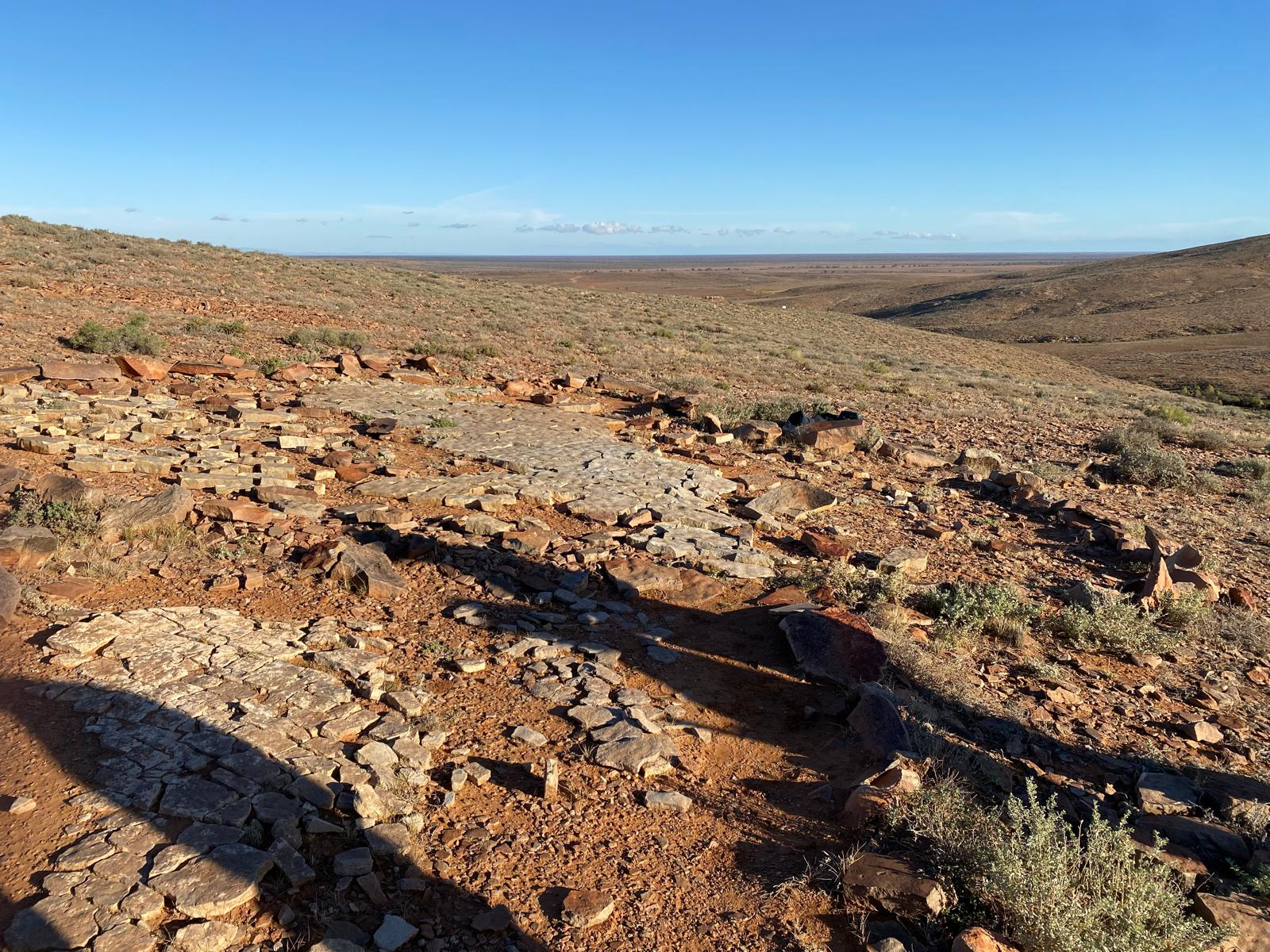
닐피나 에디아카라 국립공원

운쿠스 발견으로 이어진 체계적인 발굴 작업은 2018년 에디아카라 화석이 고스란히 보존된 것으로 알려진 사우스오스트레일리아주의 닐피나 에디아카라 국립공원 내에 있는, 론슬리 석영암(Rawnsley Quartzite)의 암석 단위인 에디아카라 구성층(Ediacaran Member)에서 시작되었다. 발굴 과정에서 메리 드로저(Mary Droser)가 이끄는 연구팀은 바위에 갈고리 모양 자국이 깊게 움푹 들어가 있다는 사실을 발견했다. 처음에는 큰 관심을 끌지 못했지만, 수십 점의 유사한 표본을 발견한 후 연구팀은 이들의 실제 정체를 조사하기 시작했다. 근처의 퇴적층에서의 생흔 화석의 발견은 움푹 들어간 부분이 실제로 이전에 알려지지 않은 생물의 화석이라는 가설을 지지했다.
Uncus dzaugisi는 2024년 이안 V. 휴즈와 동료들이 과학적으로 기재하였다. 속명 운쿠스는 라틴어 운쿠스(uncus)에서 유래하였으며, '갈고리'를 뜻하고, 수 많은 표본들이 갈고리 모양을 한 점을 가리킨다. 종소명 자우기시(dzaugisi)는 메리, 매튜, 피터 드조기스의 성을 라틴어로 표기한 것으로, 닐피나 에디아카라 국립공원에서 현장 조사에 기여한 공로를 기린 것이다.

## 특징 및 고순생물
운쿠스는 길이 6~31mm, 너비 0.7~2.4mm로 자라는 연체성의 매끄럽고 원통형 생물이다. 운쿠스의 표본은 휘어짐의 정도가 다양하며 한쪽 끝이 다른 쪽 끝보다 넓다. 더 넓은 끝은 다른 탈피동물에서 볼 수 있듯이 뒷부분으로 추정된다. 비교적 얇은 자국을 남겨 쉽게 변형되는 대부분의 다른 에디아카라 생물들과는 달리 운쿠스는 82점의 표본 중 77점이 변형이 거의 없거나 그런 모습이 전혀 보이지 않으며 매우 깊은 자국을 남긴 것에서 알 수 있듯이 견고한 체막을 가지고 있었을 가능성이 있다.
화석 가장자리의 예리한 부분은 또한 운쿠스가 에디아카라기의 오스트레일리아의 해저층을 덮고 있던 유기물 덩어리에서 자유로웠음을 시사하며, 미생물막이 생장하고 있어 가장자리가 더 부드러운 고착성 생물과 달리 운동성을 띄었을 것을 보여준다. 이러한 운동성은 운쿠스 표본이 나온 화석층 중 하나에서 발견된 생흔 분류군 물티나(Multina)의 존재가 이를 더욱 뒷받침해준다. 여러 점의 표본에서 푸니시아 등의 다른 에디아카라 생물과 디킨소니아 등의 다른 운동성 생물의 먹이 흔적까지 겹쳐져 있는 것이 밝혀졌다.

## 고생태
운쿠스는 닐피나 에디아카라 국립공원의 론슬리 석영암 에디아카라 구성층인 사우스오스트레일리아주에서 발견되었다. 화석층을 구성하는 퇴적층들은 약 5억 6천만에서 5억 5천만 년 전에 퇴적되었으며, 대부분 석영암과 사암으로 구성되어 있다. 그 당시 사우스오스트레일리아주는 미생물 매트가 풍부한 천해 환경이었을 것이다. 영양이 풍부한 환경에서는 운쿠스와 마찬가지로 풍부한 미생물 매트를 먹고 살았을 스프리기나, 디킨소니아, 킴베렐라와 같은 다른 생명체도 많이 있었다. 미생물 매트는 퇴적물에 남아 있는 자국을 안정시켜 여러 에디아카라기 생명체를 보존하는 데에도 도움이 되었을 가능성이 크다.

## 관련성
운쿠스가 탈피동물의 일원이며 네마토이다와 관련되었을 가능성이 있음이 시사되었다. 초기 큐티클의 증거로 보이는 생물 주변의 견고한 막이 이를 뒷받침한다. 몸의 전체 형태는 현생 및 화석 선충, 특히 저층 안으로 얕게 굴을 파는 선충의 몸과 일치한다. 심지어 생흔 화석의 갈고리 모양과 단단한 성질도 현생 선충이 죽었을 때의 모습과 비슷하다. 이와 함께, 운쿠스에 기인한 생흔 화석인 물티나(Multina)의 다양한 너비는 선충의 이동과 닮았으며, 근육이 종방향으로 수축하여 이동하는 것과 유사하다. 그러나 알려진 어떤 표본에서도 구침이나 식도가 보존되지 않았기 때문에 네마토이드로의 분류는 여전히 논란의 여지가 있다.
탈피동물은 운쿠스와 닮은 형태를 가진 유일한 동물 분류군이 아니다. 촉수담륜동물 내의 환형동물문, 윤형동물문, 편형동물문, 이 세 가지의 문은 비슷한 형태의 구성원이 속해 있다. 외형적 유사성에도 불구하고 운쿠스는 이러한 문 단위 분류군들과의 관련성이 거의 없는 몇 가지 두드러지는 특성을 가지고 있다. 환형동물, 특히 성구동물과 의충동물은 운쿠스에서 볼 수 있는 크기에 도달하는 경우가 드물다. 운쿠스 표본은 또한 성구동물의 함입문(introvert, 주둥이를 닮은 구조)의 명확한 특징이 부족하다.  윤형동물문과 편형동물문에 속하는 구성원들은 대개 매우 평평한 반면, 운쿠스가 남긴 깊은 흔적으로 볼 때 이 동물이 비교적 두툼했음을 시사한다. 운쿠스의 수축 운동은 편형동물문에서 볼 수 있는 부드럽고 미끄러지는 운동과도 크게 다르다.
많은 분자 시계들이 에디아카라기에 출현한 탈피동물의 기원을 추정해 주었다. 만약 운쿠스가 정말로 탈피동물이라면, 이는 최초의 알려진 에디아카라기 사례가 될 것이며, 분자 시계 추정치와 탈피동물 화석 기록 사이의 격차를 메울 뿐만 아니라 또한, 에디아카라기의 초기 좌우대칭동물과 그와 달리 캄브리아기에 처음 나타난 절지동물 및 새예동물 같은 탈피동물 사이의 화석 기록 격차를 메울 것이다.